# Опасне маме
Опасне маме (енгл. Bad Moms) америчка је филмска комедија из 2016. године. Режију и сценарио потписују Џон Лукар и Скот Мур. Главне улоге тумаче Мила Кунис, Кристен Бел, Кетрин Хан, Ени Мумоло, Џејда Пинкет Смит и Кристина Еплгејт.
Премијерно је приказан 19. јула 2016. године у Њујорку, док је 29. јула пуштен у биоскопе у Сједињеним Америчким Државама, односно 1. септембра у Србији. Добио је помешане рецензије критичара и зарадио преко 183 милиона долара широм света, поставши први STX филм који је зарадио 100 милиона долара на домаћем тржишту.
Наставак, Опасне маме 2: Божић, приказан је 2017. године.

## Радња
Ејми Мичел ставља своју породицу на прво, друго и треће место. Она има наизглед савршен живот — добар брак, натпросечну децу, прелепу кућу, одличан изглед и завидну каријеру. Али њен детињасти супруг , деца и шеф је узимају здраво за готово. Стално се труди да им удовољи, али никада није довољно.
Када је алфа мајке у школи њене деце мало изнервирају, Ејми коначно пукне. Добра Ејми постаје злочеста Ејми јако брзо — и то не сама. Одлучи удружити снаге с још две преоптерећене мајке како би се ослободиле одговорности које су им наметнуте и упустиле се у дивљу, слободну авантуру потпуно нетипичну за мајке, супротстављајући се тако преданим, савршеним мамама.

## Улоге
| Глумац            | Улога            |
| ----------------- | ---------------- |
| Мила Кунис        | Ејми Мичел       |
| Кристен Бел       | Кики             |
| Кетрин Хан        | Карла Дунклер    |
| Кристина Еплгејт  | Гвендолин Џејмс  |
| Џејда Пинкет Смит | Стејси           |
| Ени Мумоло        | Вики             |
| Џеј Ернандез      | Џеси Харкнес     |
| Уна Лоренс        | Џејн Мичел       |
| Емџеј Ентони      | Дилан Мичел      |
| Дејвид Волтон     | Мајк Мичел       |
| Кларк Дјук        | Дејл Киплер      |
| Ванда Сајкс       | др Елизабет Карл |
| Вендел Пирс       | Дарил Бер        |
| Џеј Џеј Вот       | тренер Крејг     |
| Меган Фергусон    | Теса             |
| Лајл Брокато      | Кент             |
| Кејд Кукси        | Џексон           |
| Марта Стјуарт     | себе             |
| Еухенија Кузмина  | мама Рускиња     |
| Лили Синг         | Кети             |